# SOX2
La protéine SOX2 est un facteur de transcription essentiel dans le maintien de l’auto-renouvellement des cellules souches embryogéniques indifférenciées, notamment au niveau oculaire et neurologique.

## Gène
SOX2 est aussi connu sous les noms ANOP3, MCOPS3 et MGC2413. La séquence codante comprend un unique exon. Le gène a la particularité d’être situé dans l’intron du gène SOX2OT (SOX2 overlapping transcript). Il appartient au groupe des gènes SOXB comprenant aussi  SOX1, SOX3, SOX14, et SOX21.
SOX2 fait partie du cocktail de quatre gènes utilisé par James Alexander Thomson et par Shinya Yamanaka pour leurs expériences de dédifférenciation de cellules souches adultes en cellules souches embryonnaires.

## Protéine
Sox2 est une protéine de 317 acides aminés. Son poids moléculaire est de 34 310 Da. Son hydrophobicité est de -0,7. La protéine Sox2 possède une région nommée boîte-HMG de 69 acides aminés. C’est une protéine exprimée dans le noyau cellulaire.

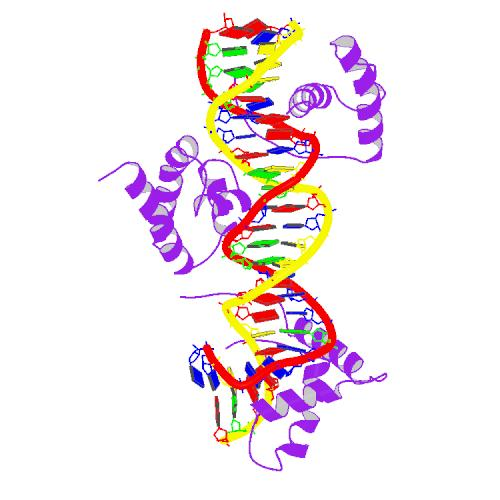

| Début(a.a.) | Fin(a.a.) | Grandeur(a.a.) | Description |
| ----------- | --------- | -------------- | ----------- |
| 1           | 317       | 317            | Sox2        |
| 41          | 109       | 69             | Boîte-HMG   |
| 19          | 23        | 5              | Poly-Gly    |
| 27          | 30        | 4              | Poly-Ala    |

## Homologie
On retrouve un homologue chez la souris nommé Sox2_mouse. Ce gène possède 319 acides aminés, a un poids moléculaire de 34454 Da et se situe également sur le chromosome 3.

## Famille SOX
Sox2 est l’abréviation de « SRY-related HMG-box gene 2 » qui peut être divisé en deux parties :
- HMG-box pour « high mobility group » et c’est le nom que l’on donne à la région d’acides aminés de Sox2 qui se fixe à l’ADN ;

- SRY pour « sex determining region Y ».

Sox2 fait partie de la famille de gènes SOX qui code des facteurs de transcription dont la boîte-HMG ressemble à celle que l’on retrouve sur Sry qui est le produit de la transcription du gène SRY.

## Fonction
Sox2 en tant que facteur de transcription lors de l’embryogenèse se retrouve donc impliqué dans plusieurs processus biologiques tels que la neurogenèse, la formation de l’ectoderme, l’endoderme et le mésoderme. Sox2 forme un complexe avec d’autres facteurs de transcription tels que NANOG, Oct4, Oct1 lors de l’embryogenèse. Le complexe NANOG/Oct4/Sox2 pourrait s’autoréguler par chacun des facteurs.
Lors de la culture de cellules souches embryogéniques, il faut ajouter des facteurs de transcription tels que NANOG, Oct1/4 et Sox2 pour maintenir l’auto-renouvellement des cellules souches indifférenciées.

## Pathologies
La principale pathologie liée à un trouble de mutation du gène SOX2 est l’anophtalmie/microphtalmie. L’anophtalmie est une maladie congénitale qui induit l’absence bilatérale ou unilatérale du globe oculaire chez le nouveau-né. La microphtalmie est quant à elle une maladie chez le nouveau-né qui lui confère des globes oculaires non fonctionnels et qui sont en fait des vestiges produits par un arrêt de différenciation des cellules lors de l’embryogenèse. Une étude effectuée en Angleterre rapporte que sur 50 000 nouveau-nés, il y avait un enfant atteint d’anophtalmie ou de microphtalmie sur 10 000. L’anophtalmie est une maladie très rare qui cause de lourds dommages allant jusqu’à l’aveuglement total chez l’enfant dû à l’absence des deux globes oculaires. Dans un article, on rapporte que l’anophtalmie serait causée par une délétion de 20 paires de bases dans le gène SOX2. PAX6, SOX2 et OXT2 joueraient un rôle important pour le développement des yeux selon une autre étude.
Les caractéristiques cliniques de la maladie sont des troubles de l’apprentissage, une croissance post-natale insuffisante et une crytorchidie ou micro pénis chez les garçons
Des traitements sont encore au stade de recherche. Un suivi est réalisé durant la croissance de l’enfant, car leur visage risque d’être modifié à cause de l’absence du ou des globes oculaires. Pour empêcher cette déformation visuelle, il est possible de poser des prothèses.

## Sources
- (en) David R Fitzpatrick, SOX2-Related Eye Disorders in GeneTests: Medical Genetics Information Resource (database online). Copyright, University of Washington, Seattle. 1993-2006